# 大平站 (平壤市)
大平站（：／ Taep'yŏng yŏk */?）是位于朝鮮民主主義人民共和國平壤万景台区域的一個鐵路車站。

## 历史
- 1910年10月16日：开始使用[1]。

## 邻近车站
七溝站 - 大平站 - 降仙站